# Karangjambe, Banjarnegara
Karangjambe är en administrativ by i Indonesien.   Den ligger i provinsen Jawa Tengah, i den västra delen av landet, 300 km öster om huvudstaden Jakarta. Karangjambe ligger vid sjön Waduk Mrica.